# Maksim Maksimov
Maksim Gennadjevitsj Maksimov (Izjevsk, 6 september 1979) is een Russische biatleet.

## Carrière
Maksimov maakte zijn wereldbekerdebuut in maart 2001 in Oslo, het duurde vervolgens bijna zeven jaar voordat de Rus nogmaals zijn opwachting maakte op het hoogste niveau. Bij zijn rentree, in januari 2008 in Ruhpolding, scoorde Maksimov zijn eerste wereldbekerpunten. In Östersund nam de Rus deel aan de wereldkampioenschappen biatlon 2008, op dit toernooi veroverde hij de bronzen medaille op de 20 kilometer individueel en eindigde hij als vierde op de 15 kilometer massastart. Op de wereldkampioenschappen biatlon 2009 in Pyeongchang eindigde Maksimov als zevenendertigste op de 20 kilometer individueel, samen met Jevgeni Oestjoegov, Ivan Tsjerezov en Maksim Tsjoedov eindigde hij als zesde op de 4x7,5 kilometer estafette.
Tijdens de wereldkampioenschappen biatlon 2011 in Chanty-Mansiejsk sleepte de Rus de zilveren medaille in de wacht op de 20 kilometer individueel, op de 15 kilometer massastart eindigdeh hij op de achttiende plaats. Op de 4x7,5 kilometer estafette legde hij samen met Anton Sjipoelin, Jevgeni Oestjoegov en Ivan Tsjerezov beslag op de zilveren medaille.

## Resultaten

### Wereldkampioenschappen
| Jaar | Plaats           | Resultaten                                                    |
| ---- | ---------------- | ------------------------------------------------------------- |
| 2008 | Östersund        | 20 km individueel · 4e 15 km massastart                       |
| 2009 | Pyeongchang      | 37e 20 km individueel 6e 4x7,5 km estafette                   |
| 2011 | Chanty-Mansiejsk | 20 km individueel · 18e 15 km massastart · 4x7,5 km estafette |

### Wereldbeker
Eindklasseringen
| Seizoen   | Algemeen | Individueel | Sprint | Achtervolging | Massastart |
| --------- | -------- | ----------- | ------ | ------------- | ---------- |
| 2007/2008 | 33e      |             |        |               |            |
| 2008/2009 | 58e      |             |        |               |            |
| 2010/2011 | 33e      |             |        |               |            |